# Plan Annan
Pour les articles homonymes, voir Annan.
Le plan Annan, du nom du secrétaire général des Nations unies de l'époque, Kofi Annan, avait pour but de réunifier en une République chypriote unie les deux communautés chypriotes, grecque et turque, séparées à la suite de la division de l'île en 1974. Le plan est resté à l'état de projet parce que la communauté grecque souhaite un État chypriote uni sur une base multiethnique sans partage territorial ou bien, dans le cas d'un partage, sur une non-limitation du nombre de réfugiés autorisés à retrouver leurs résidences d'avant 1974, tandis que la communauté turque souhaite un État chypriote fédéral avec partage territorial selon les limites instituées en 1974 où le nombre de réfugiés grecs autorisés à rentrer dans la zone turque serait limité à la moitié d'entre eux (92 000 sur 200 000). Le plan, proche des revendications turques, fut soumis par référendum aux deux populations chypriotes le 24 avril 2004 mais ne fut pas adopté dans la partie grecque.

Proposition de drapeau de la République chypriote unie

## Propositions du plan
Le plan Annan a subi cinq révisions afin de parvenir à sa version finale. Cette ultime version proposait la création de la « République chypriote unie », couvrant de jure l'île de Chypre dans sa totalité, mais de facto les zones de souveraineté britanniques en étaient toujours exclues et le pays devait devenir une fédération conservant les deux États séparés issus de l'invasion du 20 juillet 1974 : la république de Chypre et la république turque de Chypre du Nord.
Au niveau fédéral, de nouveaux organes gouvernementaux seraient apparus :
- un Conseil présidentiel de six membres votants et trois non-votants représentant les deux communautés proportionnellement[Note 1] ;
- un président et un vice-président, choisi par le Conseil présidentiel parmi ses membres, un de chaque communauté, alternant leurs fonctions tous les 20 mois pendant un mandat de cinq ans ;
- un parlement bicaméral avec :
  - un Sénat (Chambre haute) de 48 membres, répartis entre les deux communautés[Note 2],
  - une Chambre des députés (chambre basse) de 48 membres, répartis au prorata des deux communautés[Note 3] ;
- une Cour suprême composée d'un nombre égal de juges chypriotes grecs et chypriotes turcs ; ainsi que trois juges étrangers, tous nommés par le Conseil présidentiel.

Le plan comprenait une constitution fédérale intégrant les constitutions de chaque État, une série de lois fédérales et constitutionnelles, et une proposition de drapeau et d'un hymne national. Il a également prévu une commission de réconciliation pour rapprocher les deux communautés et résoudre les différends en suspens.

## Référendum
En vue de l'adhésion de Chypre à l'Union européenne, le plan de réunification proposé par l'ONU a été soumis à un référendum des deux populations chypriotes le 24 avril 2004.
Le taux de participation a avoisiné 90 % dans les deux parties de l'île. Cependant, si 65 % des Chypriotes turcs ont voté en faveur de ce plan, les trois quarts de l'électorat chypriote grec a voté contre. Les résultats du référendum empêchent de fait le rattachement des deux parties séparées par la ligne verte.
| Communauté        | Oui     | Non     | Participation |
| ----------------- | ------- | ------- | ------------- |
| Chypriote grecque | 24,17 % | 75,83 % | 88 %          |
| Chypriote turque  | 64,90 % | 35,09 % | 87 %          |
| Total             | 31,42 % | 68,58 % | 87,7 %        |

| Nombre total de votants | Oui     | Non     |
| ----------------------- | ------- | ------- |
| Chypriotes grecs        | 99 976  | 313 704 |
| Chypriotes turcs        | 50 500  | 14 700  |
| Total                   | 150 500 | 328 500 |

Pour les responsables politiques chypriotes grecs, le refus grec au plan Annan, pourtant négocié entre les partis, est dû au déséquilibre du plan, qui ne prévoyait ni le retour de tous les réfugiés chypriotes grecs chassés de la partie nord (seuls 92 000 d'entre eux sur 200 000 auraient été autorisés à rentrer), ni le départ de tous les colons venus d'Anatolie après la partition (un tiers de ceux-ci, soit 45 000 sur 140 000, auraient été autorisés à rester dans l'île), ni la démilitarisation complète de l'île (la Grèce et la Turquie étant autorisées à garder un contingent symbolique après 2018). 
En outre, le nouveau système politique mettait en place un partage des pouvoirs entre Chypriotes grecs et turcs, que la partie grecque estimait trop à l'avantage des Chypriotes turcs qui auraient eu un droit de véto sur les décisions grecques et inversement, en vertu de l'égalité politique des organes exécutifs, législatifs et juridiques, alors que même avec les colons d'Anatolie, la communauté turque est minoritaire. La surreprésentation de la population chypriote turque par rapport à son poids démographique, prévue par le plan, fut également un des motifs de rejet de la part des Chypriotes grecs.
Quel que soit le résultat du référendum, l'adhésion à l'Union européenne de la partie grecque était acquise, seule cette partie étant reconnue par la communauté internationale comme représentant la République chypriote : cela ne poussa pas les Chypriotes grecs au compromis, d'autant que la Grèce menaça de bloquer les neuf autres candidatures à l'Union européennes prévues en 2004 (Estonie, Hongrie, Lettonie, Lituanie, Malte, Pologne, République tchèque, Slovaquie et Slovénie) si Chypre n'était pas incluse parmi ces pays.

## Conséquences
De jure toute l'île fait partie de l'Union européenne, mais comme la partie turque n'est officiellement reconnue que par la seule Turquie, elle est de facto exclue de toute union (économique, monétaire, douanière…) et de l'espace Schengen. 
Une autre conséquence de l'échec du plan Annan est que la partie sud n'a pas pu adhérer, elle non plus, à l'espace Schengen : en effet la partie nord de l'île voit arriver un afflux massif de réfugiés qui n'ont qu'à passer la ligne verte pour se retrouver dans l'Union européenne ; or la république de Chypre refuse de contrôler cette frontière de facto entre le nord et le sud, car elle considère que cela équivaudrait à reconnaître la ligne Attila et la république turque de Chypre du Nord dans l'étendue qui est la sienne depuis 1974.